# Saranac Lake
Saranac Lake è un villaggio situato sulla sponda settentrionale del Lake Flower nello Stato di New York tra le contee di Franklin e di Essex negli Stati Uniti. Al censimento del 2010, contava una popolazione di 5 406 abitanti.